# 馬薩比特
馬薩比特是東非國家肯雅的城鎮，由東部省負責管轄，該鎮被馬薩比特國家公園包圍，距離首都奈羅比約550公里，是貿易和商業中心，鎮上有油站、銀行、郵局、商店、餐廳等，2005年人口估計約30,000。